# 嶋田真恵
嶋田 真恵（しまだ さなえ）は日本のアニメーター、キャラクターデザイナー。

## 主な参加作品

### テレビアニメ
- BLEACH （2010年-2012年、作画監督・原画）
- GOSICK -ゴシック- （2011年、原画）
- 神のみぞ知るセカイII（2011年、原画）
- NARUTO -ナルト- 疾風伝 （2012年、原画）
- つり球 （2012年、作画監督・作画監督補佐・原画）
- SKET DANCE （2012年、原画）
- 武装神姫 （2012年、原画）
- フォトカノ （2013年、キャラクターデザイン・総作画監督・作画監督・原画・OP作画監督・ED作画監督/原画）
- ガッチャマン クラウズ （2013年、原画）
- 世界征服〜謀略のズヴィズダー〜 （2014年、サブキャラクターデザイン・作画監督・作画監督補佐・原画）[1]
- 無職転生II 〜異世界行ったら本気だす〜（2023年、キャラクターデザイン）[2]
- 無職転生 III 〜異世界行ったら本気だす〜（2026年、キャラクターデザイン[3]）

### Webアニメ
- 京騒戯画（2011年、原画）
- 火の鳥 エデンの宙（2023年、作画監督）[4]

### 劇場アニメ
- 劇場版BLEACH 地獄篇 （2010年、原画）
- 青の祓魔師 ―劇場版― （2012年、作画監督協力・原画）
- 海獣の子供（2019年、総作画監督補佐・原画）
- 漁港の肉子ちゃん（2021年、作画監督）[5]
- 火の鳥 エデンの花（2023年、原画・キービジュアル）[6]

### その他
- あにめたまご2016 上映作品『UTOPA』（2016年、キャラクターデザイン、作画監督）[7]
- UACJ 企業CM『夢みるアル美 広がり篇』（2023年、原画）[8]